# باهم در خانه
یک دنیا: باهم در خانه (انگلیسی: One World: Together at Home) (که همچنین با نام باهم در خانه شناخته می‌شود) کنسرتی خیریه است که توسط خواننده-ترانه‌سرای آمریکایی لیدی گاگا در حمایت از سازمان جهانی بهداشت اجرا شده‌است. این برنامه با رعایت فاصله‌گذاری اجتماعی درطی دنیاگیری کروناویروس ساخته شده‌است.